# لی کو-تینگ
لی کو-تینگ (انگلیسی: Lee Kuo-ting؛ زادهٔ ۱۶ نوامبر ۱۹۳۸) یک بازیکن تنیس روی میز است. 
وی در مسابقات کشوری و بین‌المللی در مجموع برنده ۱ مدال طلا، ۲ مدال نقره، ۱ مدال برنز شده‌است.